# Andreas Al-Laham
Andreas Al-Laham (* 25. März 1962 in Herrsching; † 28. Dezember 2011 in Mannheim) war ein deutscher Betriebswirt.

## Leben
Al-Laham war nach der Promotion bei Martin K. Welge am Lehrstuhl für Unternehmensführung an der Universität Dortmund von 1988 bis 1999 dessen wissenschaftlicher Mitarbeiter. Danach hatte er bis 2002 Lehr- und Forschungsaufgaben an der J.L. Rotman School of Management, University of Toronto, dann bis 2004 an der Privathochschule Stuttgart Institute of Management and Technology und bis 2006 als Associate Professor for General Management and International Strategy an der Cass Business School, City University London. 2006 erhielt er eine Professur für Internationales Management an der Technischen Universität Kaiserslautern und 2009 den Lehrstuhl für Strategisches und Internationales Management an der Universität Mannheim. 
Er arbeitete u. a. an der empirischen Erforschung von Netzwerksbeziehungen in Unternehmungen der Biotech-Industrie.

## Schriften
- Martin K. Welge/Andreas Al-Laham: Strategisches Management. Gabler, Wiesbaden 2007. ISBN 978-3834903136
- Strategieprozesse in deutschen Unternehmungen. Verlauf, Struktur und Effizienz. Gabler, Wiesbaden 1997, ISBN 3-409-12829-8 (Publikation der Dissertation an der TU Dortmund)
- Organisationales Wissensmanagement. Eine strategische Perspektive. Vahlen, München 2003, ISBN 3-8006-2985-2
- Structural configuration in strategy processes, Dissertation TU Dortmund
- Strategy and knowledge: a structural approach, Habilitation TU Dortmund